# Matthías Hallgrímsson
Matthías Hallgrímsson (12 dicembre 1946) è un ex calciatore islandese, di ruolo attaccante.
È ottavo per numero di reti segnate con l'Islanda.

## Carriera

### Club
Hallgrímsson ha giocato oltre che in patria, in Svezia per: ÍA, Halmia e Valur. È stato capocannoniere dell'Úrvalsdeild nel 1969 e nel 1975.

### Nazionale
Ha segnato 11 goal in 45 presenze con la maglia della nazionale. 4 di queste sono state segnate nelle qualificazioni ai campionati mondiali.